# Renvoi relatif à la Loi sur les valeurs mobilières
Le Renvoi relatif à la Loi sur les valeurs mobilières est un arrêt de principe de la Cour suprême du Canada en réponse à une question de renvoi concernant la capacité du Parlement du Canada d'utiliser son pouvoir relatif à la réglementation du trafic et du commerce.

## Les faits
La réglementation canadienne des valeurs mobilières est unique en ce sens que le domaine est uniquement réglementé par les gouvernements provinciaux et territoriaux. Bien que ces gouvernements se soient efforcés d'harmoniser bon nombre de leurs politiques, il existe encore suffisamment de variations que les émetteurs de titres doivent concilier afin que leurs titres soient négociés entre les résidents de chacune des ressorts législatifs concernés.
Depuis les années 1930, il y a eu un débat sur l'opportunité d'établir un seul organisme national de réglementation des valeurs mobilières. En 2010, une ébauche de la Loi canadienne sur les valeurs mobilières a été publiée et une question de renvoi a été posée à la Cour suprême du Canada sur sa constitutionnalité.

### Questions de renvoi provinciales
Les gouvernements provinciaux de l'Alberta et du Québec avaient déjà posé des questions de renvoi à leurs cours d'appel respectives sur le sujet. En mars 2011, la Cour d'appel de l'Alberta a statué à l'unanimité que la proposition fédérale dans son intégralité était une intrusion inconstitutionnelle dans la compétence provinciale.,
Le même mois, la Cour d'appel du Québec a rendu une décision similaire dans une décision partagée 4-1, mais a déclaré que les articles 148-152 et 158-168 de la loi proposée (concernant les ordonnances de production de renseignements, les infractions criminelles, ordonnances d'interdiction et ordonnances de dédommagement) étaient valides en vertu du pouvoir en matière de droit criminel, et qu'il ne faisait aucun doute que la Loi serait constitutionnelle si elle se concentrait uniquement sur la réglementation internationale et interprovinciale des opérations sur valeurs mobilières. La Cour d'appel de l'Alberta avait considéré que les dispositions du droit criminel étaient si accessoires à l'objet de la Loi qu'elles ne pouvaient pas se suffire à elles-mêmes, et elle n'a pas examiné en détail les questions internationales et interprovinciales.

### Question posée
La Loi sur les valeurs mobilières proposée, qui est annexée au décret C.P. 2010‑667, relève-t-elle de la compétence législative du Parlement du Canada ? 

### Arguments présentés à l'audience
La question en litige était de savoir si la réglementation du secteur des valeurs mobilières constitue un exercice valide du pouvoir fédéral en matière de trafic et de commerce. À cet égard, les arguments se sont concentrés sur l'applicabilité des cinq critères pour une telle analyse qui ont été précédemment identifiés dans General Motors of Canada Ltd. c. City National Leasing :

« 1. La mesure législative contestée doit faire partie d'un système général de réglementation ;
2.Le régime doit faire l'objet d'une surveillance constante par un organisme de réglementation ;
3. La mesure législative doit porter sur le commerce dans son ensemble plutôt que sur un secteur en particulier. ;
4. La loi devrait être d'une nature telle que la Constitution n'habiliterait pas les provinces, conjointement ou séparément, à l'adopter; et
5. L'omission d'inclure une seule ou plusieurs provinces ou localités dans le système législatif compromettrait l'application de ce système dans d'autres parties du pays. »

Si la compétence relative au trafic et au commerce ne s'applique pas, alors la réglementation des valeurs mobilières, étant en substance sous la compétence de propriété et de droits civils, relève exclusivement de la compétence provinciale, puisque les doctrines du double aspect et de la prépondérance n'entreraient pas en jeu.
Les deux parties sont convenues que les deux premiers critères de General Motors étaient remplis, et les arguments ultérieurs ont tourné autour des trois autres. De nombreuses observations ont été présentées à la Cour sur cette question.
Les observateurs s'entendaient généralement pour dire que la décision qui en découle aurait un impact sur le fédéralisme canadien au-delà de la question immédiate de la réglementation des valeurs mobilières.

### Le trafic et le commerce dans son ensemble
Le Canada a plaidé que le droit des valeurs mobilières transcende toutes les industries et devrait donc être un exercice valide de la compétence en matière de réglementation du trafic et de commerce, de la même manière que pour le droit de la concurrence. D'un autre côté, il a été soutenu que le secteur des valeurs mobilières devrait être considéré de la même manière que le secteur des assurances qui, depuis Citizens Insurance Co of Canada c. Parsons, est considéré comme relevant de la compétence provinciale.

### Capacité des provinces de réglementer conjointement ou individuellement
Le Canada a plaidé que, bien que les efforts des autorités provinciales de réglementation des valeurs mobilières pour mettre en œuvre un système de passeport aient connu un certain succès, il existe encore d'importantes limitations constitutionnelles à leur capacité de réglementer le secteur des valeurs mobilières à l'époque moderne :
- Les provinces ne peuvent pas appliquer leurs règlements de façon extraprovinciale;
- L'industrie des valeurs mobilières est devenue principalement internationale;
- Les provinces ne peuvent pas réglementer les sociétés constituées en société fédérale; et
- Les provinces n'ont pas la capacité d'inclure des sanctions pénales dans leurs règlements

L'Alberta, entre autres, a soutenu qu'il n'y avait aucune faille dans le système de passeport actuel qui ne pouvait être corrigée et que la loi proposée ne contenait rien qui ne puisse être trouvé dans la législation provinciale actuelle.

### Mise en péril du bon fonctionnement du régime
Étant donné que la loi proposée contient une clause d'adhésion (prévoyant qu'elle ne s'appliquerait que dans les provinces qui choisissent de participer), il a été plaidé que cela montre qu'une participation provinciale unanime n'est pas nécessaire et que, par conséquent, cela devrait être considéré comme un domaine que les provinces sont plus que capables de réglementer sans la participation du gouvernement fédéral. Le Canada a répondu à cela que cela représentait un exemple du modèle actuel de fédéralisme coopératif qui avait déjà été utilisé dans la commercialisation des produits agricoles et qui a été approuvé par la Cour dans le Renvoi relatif à la Loi sur l'organisation du marché des produits agricoles

## Jugement de la Cour suprême du Canada
La Cour a statué que, dans la rédaction tel que soumise au tribunal, la loi proposée n'est pas valide en vertu de la branche générale du pouvoir fédéral de réglementer les échanges et le commerce.Le projet de loi est principalement axé sur la réglementation au jour le jour de tous les aspects des contrats de valeurs mobilières dans les provinces, y compris tous les aspects de la protection du public et des compétences professionnelles. Ces matières restent essentiellement des préoccupations provinciales relevant de la propriété et des droits civils dans les provinces et ne sont pas liées au commerce dans son ensemble.

« [122] [...] Là où le bât le blesse, c’est que la loi [que le Canada] propose excède nettement ces matières présentant un intérêt et des enjeux manifestement nationaux.  Elle se préoccupe de la réglementation de tous les aspects des valeurs mobilières dans leurs moindres détails.  À cet égard, la loi proposée se distingue de la législation fédérale en matière de concurrence dont on a conclu qu’elle relevait du par. 91(2)  de la Loi constitutionnelle de 1867 .  En effet, la Loi régirait à l’échelle provinciale tous les aspects des contrats portant sur les valeurs mobilières, y compris la protection du public et la compétence professionnelle dans les provinces.  En revanche, la législation sur la concurrence régit seulement les contrats et la conduite anticoncurrentiels, un aspect particulier de l’activité économique qui constitue, sans contredit, une matière fédérale.  Bref, la loi proposée excède l’intérêt législatif du Parlement. »

Des aspects particuliers de la Loi visant à traiter des questions d'importance et de portée nationales réelles touchant le commerce dans son ensemble d'une manière distincte des préoccupations provinciales, y compris la gestion du risque systémique et la collecte de données nationales, semblent être liés au commerce en général et à la compétence en matière  de trafic et de commerce. En ce qui concerne ces aspects de la Loi, les provinces, agissant seules ou de concert, n'ont pas la capacité constitutionnelle de donner des épreuves à un régime national viable.

« [103] Les risques systémiques ont été définis ainsi : [TRADUCTION] « . . . risques qui entraînent un “effet domino” où le risque de défaillance d’un participant du marché nuit à la faculté des autres de s’acquitter de leurs obligations juridiques et provoque une série de chocs économiques néfastes qui se répercutent dans l’ensemble d’un système financier » (M. J. Trebilcock, National Securities Regulator Report (2010), dossier du renvoi, vol. I, 222, par. 26).  Par définition, de tels risques pourraient déborder les limites provinciales et ne pas répondre aux méthodes habituelles d’atténuation.  La loi proposée vise en partie à contrer les risques systémiques planant sur le marché canadien dans son ensemble.  Sans être exhaustive, la liste suivante énumère les dispositions de la loi proposée qui semblent aborder ou autoriser l’adoption de règlements concernant les risques systémiques : les art. 89 et 90 qui portent sur les instruments dérivés, le par. 126(1) qui traite de la position à découvert, l’art. 73 qui porte sur les notations, l’al. 228(4)c) relatif à l’adoption de règlements qui répondent à un besoin urgent et les art. 109 et 224 qui traitent de l’obtention et de la communication de renseignements. »

En somme, la loi proposée dépasse les véritables préoccupations nationales. Bien que l'importance économique et le caractère omniprésent du marché des valeurs mobilières puissent, en principe, appuyer une intervention fédérale qui est qualitativement différente de ce que peuvent faire les provinces, ils ne justifient pas une prise de contrôle globale de la réglementation de l'industrie des valeurs mobilières qui est la conséquence ultime de le projet de loi fédérale. Une approche coopérative qui permet un régime reconnaissant la nature essentiellement provinciale de la réglementation des valeurs mobilières tout en permettant au Parlement de traiter de préoccupations véritablement nationales demeure disponible et est appuyée par les principes constitutionnels canadiens et par la pratique adoptée par les gouvernements fédéral et provinciaux dans d'autres domaines d'activités.

« [128] Bref, nous admettons que l’importance économique et l’omniprésence du marché des valeurs mobilières pourraient, en principe, justifier une intervention fédérale différente de celle des provinces sur le plan qualitatif.  Cependant, aussi importants soient‑ils, la préservation des marchés des capitaux et le maintien de la stabilité financière du Canada ne justifient pas la supplantation intégrale de la réglementation du secteur des valeurs mobilières, résultat auquel mènerait, en définitive, la loi fédérale proposée.  La nécessité de se prémunir contre des risques systémiques et d’y répondre pourrait fonder une législation fédérale visant le problème national qui résulte de ce phénomène, mais ne chasse pas l’essence de la réglementation des valeurs mobilières, qui est, comme nous l’avons vu, toujours principalement axée sur les enjeux locaux — soit protéger les investisseurs et assurer l’équité des marchés par le truchement de la réglementation de ses participants.  Après avoir examiné la Loi dans son ensemble, comme il se doit, nous sommes d’avis que ces enjeux de nature locale en constituent le caractère véritable.
[129] Nous ne sommes pas en présence d’un régime fédéral valide qui empiéterait de manière incidente sur des champs provinciaux.  Ce ne sont pas les effets accessoires du régime qui sont douteux sur le plan constitutionnel, mais plutôt le caractère véritable de la Loi, qui excède les compétences fédérales.  Le Canada a eu raison de ne pas invoquer la doctrine des pouvoirs accessoires.  Il faut, pour l’appliquer, que la loi proposée, considérée dans son ensemble, soit valide, ce qui n’est pas le cas en l’espèce.  Nous rappelons, en outre, que notre avis sur la teneur du pouvoir législatif du Parlement en matière de réglementation des valeurs mobilières conféré par d’autres chefs de compétence fédérale, ou même par le volet du par. 91(2)  portant sur le commerce interprovincial ou international, n’a pas été sollicité.
[130]  La loi proposée excède le pouvoir général du Parlement en matière de trafic et de commerce et doit donc être jugée inconstitutionnelle.  Cela étant dit, rien n’interdit la démarche coopérative qui, tout en reconnaissant la nature essentiellement provinciale de la réglementation des valeurs mobilières, habiliterait le Parlement à traiter des enjeux véritablement nationaux. 
[131] Les divers modèles de réglementation des valeurs mobilières proposés au fil des ans au Canada révèlent qu’il s’agit d’une matière qui comporte à la fois des aspects nationaux et des aspects locaux.  Cela ressort également de l’expérience d’autres fédérations, même si chaque pays possède sa propre histoire constitutionnelle et ses propres impératifs.  Il n’en demeure pas moins que chaque ordre de gouvernement est compétent à l’égard de certains aspects de la réglementation des valeurs mobilières et que chacun peut collaborer avec l’autre pour s’acquitter de ses responsabilités.
[132] Il n’appartient pas à la Cour de suggérer aux gouvernements du Canada et des provinces comment procéder, en jugeant à l’avance, dans les faits, tel ou tel autre régime valide sur le plan constitutionnel.  Nous pouvons toutefois à bon droit noter l’existence d’une tendance de plus en plus marquée à envisager les problèmes complexes de gouvernance susceptibles de se présenter dans une fédération, non pas comme une simple alternative entre les deux ordres de gouvernement, mais comme une recherche coopérative de solutions qui satisfont les besoins tant de l’ensemble du pays que de ses composantes. 
[133] Une telle approche s’inscrit dans le droit fil des principes constitutionnels canadiens et des pratiques adoptées par le fédéral et les provinces dans d’autres sphères d’activité.  Ces régimes ont pour pivot le respect par chacun des champs de compétence de l’autre et la collaboration pour principe directeur.  Le fédéralisme qui sous‑tend le cadre constitutionnel canadien n’exige pas moins. »

Abordant la nature de cette question dans le contexte du fédéralisme canadien, la Cour a observé que : 

« [7] La proposition suivant laquelle tant les pouvoirs fédéraux que ceux des provinces doivent être respectés et qu’un pouvoir ne peut être utilisé d’une manière telle que cela revienne en réalité à en vider un autre de son essence constitue un principe fondamental du fédéralisme.  En effet, ce dernier exige plutôt d’établir un équilibre qui permet tant au Parlement qu’aux législatures d’agir efficacement dans leurs sphères de compétence respectives.  Accepter l’interprétation que propose le fédéral de la compétence générale en matière de trafic et de commerce romprait cet équilibre plutôt que de le maintenir.  Le Parlement ne peut pas réglementer l’ensemble du système des valeurs mobilières du seul fait que certains aspects de ce domaine ont une dimension nationale.
[8] Par conséquent, nous répondons par la négative à la question qui nous est posée par le présent renvoi.
[9] Il est possible que les gouvernements fédéral et provinciaux exercent harmonieusement leurs pouvoirs respectifs quant aux valeurs mobilières, dans l’esprit du fédéralisme coopératif.  L’expérience d’autres fédérations en matière de réglementation des valeurs mobilières, bien qu’elle soit fonction des impératifs de leur propre régime constitutionnel, suggère qu’il pourrait être utile d’envisager une approche coopérative, si nos législateurs choisissaient de le faire, pour garantir que chaque ordre de gouvernement s’acquitte adéquatement de ses responsabilités envers le public, et ce, de façon coordonnée.
[10] À ce stade, il est important de souligner que le présent avis consultatif ne traite pas de la question de savoir ce qui constitue un modèle optimal pour réglementer le marché des valeurs mobilières.  Même si les parties ont présenté des éléments de preuve et des arguments quant aux mérites respectifs d’une réglementation fédérale et provinciale des valeurs mobilières, il ne revient pas aux tribunaux de trancher la question politique de savoir si un régime national unique de gestion des valeurs mobilières est préférable à de multiples régimes provinciaux.  En conséquence, notre réponse à la question posée par le présent renvoi n’est dictée que par le texte de la Constitution, par les principes fondamentaux de notre droit constitutionnel ainsi que par la jurisprudence pertinente. »

## Importance
L'effet immédiat de la décision :
- La véritable question qui se posait concernait la nature du fédéralisme canadien dans le traitement d'une question qui ne relève pas directement de la compétence fédérale ou provinciale[6].
- La compétence en matière de trafic et de commerce, tel qu'elle a été conçue à l'origine dans Parsons et clarifiée dans General Motors, est toujours une bonne doctrine constitutionnelle qui n'a pas besoin d'être revue.
- La compétence relative à la propriété et aux droits civils est adéquate pour traiter les aspects quotidiens de la réglementation des valeurs mobilières, car ils n'ont pas de dimension nationale[7].
- Certains aspects de la loi proposée seraient valides, mais seulement ceux ayant une dimension nationale, des éléments internationaux et interprovinciaux, ou qui sont liés au pouvoir en matière de droit pénal.

Le gouvernement fédéral a confirmé qu'il n'ira pas de l'avant avec la loi proposée.